# Heinz Schroth
Heinz Schroth (* 26. März 1924; † 8. Oktober 2006) war ein deutscher Kommunalpolitiker. Von 1953 bis 1985 war er das Stadtoberhaupt von Herrenberg.
Nach dem Tod seines Vorgängers und Onkels Jakob Schroth wurde Heinz Schroth 1953 mit 84 Prozent der abgegebenen Stimmen zum Bürgermeister von Herrenberg gewählt. Mit der Ernennung von Herrenberg zur Großen Kreisstadt zum 1. Januar 1974 erhielt Heinz Schroth den Titel Oberbürgermeister. Während seiner Amtszeit wurden einige bedeutende kommunalpolitische Vorhaben, so etwa der Bau der beiden heute noch existierenden allgemeinbildenden Herrenberger Gymnasien Andreae-Gymnasium und Schickhardt-Gymnasium sowie die Flurbereinigung umgesetzt. Er setzte sich zudem für die behindertenpolitische Arbeit der Lebenshilfe ein. Mit seinem Ausscheiden aus dem Amt des Oberbürgermeisters wurde Schroth am 10. September 1985 zu einem Ehrenbürger von Herrenberg ernannt. Im Januar 1986 wurde ihm das Bundesverdienstkreuz 1. Klasse verliehen. Schroth starb durch Suizid; er erhängte seine geistig schwerbehinderte Tochter und anschließend sich selbst. Sein Nachfolger im Amt wurde Volker Gantner.